# 堀越知惠
堀越知惠（日语：堀越 知恵，1984年5月13日—），日本女性配音員。出身於愛知縣。AB型血。

## 人物簡介
現在是賢Production所屬，2009年3月之前原屬Media Force。興趣、特長：料理、唱歌、打鼓。

## 演出作品
※粗體字表示說明飾演的主要角色。

### 電視動畫
2005年
- Patalliro 西遊記！（日语：パタリロ西遊記!）

2007年
- 月面兔兵器米娜（美南葱／葉月米娜、星人、老奶奶）
- MOONLIGHT MILE 2nd Season -Touch down-（日语：MOONLIGHT MILE）（芭芭拉）

2008年
- Battle Spirits 少年突破馬神（女性）
- Robby & Kerobby（日语：ロビーとケロビー）（主播）

2011年
- 電視漫畫 昭和物語

2014年
- 銀之匙 Silver Spoon（松澤）
- 笑傲曇天（上林）

2015年
- 潮與虎（電視主播）
- 可塑性記憶（第2TS課長、電影〈女人〉）

2016年
- 只有我不存在的城市

2017年
- CHAOS;CHILD（女A）
- 狂賭之淵（女性教師）
- 舞動青春（廣播）

2018年
- 魯邦三世 PART5（克洛伊·卡扎爾）

### OVA
2006年
- 鬼公子炎魔（千草）

### 電影動畫
2017年
- 劇場版 魔法科高中的劣等生：呼喚繁星的少女（希兒薇雅·瑪裘利·法斯特）

### 網路動畫
2006年
- 幕末機關說（遊女、客人）

### 遊戲
2015年
- 百華夜光（遣手[3]）

### 廣播劇CD
- 霧雨飄零之森 廣播劇CD 一粒目的雨（少女的母親[4]）
- 變身123 廣播劇CD（不二子）
- 雙重廣播劇CD「變身123」&「武裝機甲」[注 1]（不二子）

### 外語配音
※作品依英文名稱及英文原名排序。

#### 電影
- 新猩人類（英语：The Ape (2005 film)）（Beth〈Stacey Miller 飾演〉）
- 比佛利山警探 ※Netflix版。
- Bitten（英语：Bitten (film)）（Maya〈Amy Lynn Grover 飾演〉）
- 艾瑪的抉擇（Catherine Conner〈沙納·史壯 飾演〉）
- 英倫情人（Aicha〈Rim Turkhi 飾演〉）※Netflix版。
- 權益（英语：Equity (film)）（Erin Manning〈Sarah Megan Thomas 飾演〉）
- 火龍捲（V〈Jon Mack 飾演〉）
- 風飛鯊（April Wexler〈Tara Reid 主演〉）
- 風飛鯊2（April Wexler〈Tara Reid 主演〉）
- The Thirsting（法语：The Thirsting）（Jackie〈Lauren Ryland 飾演〉）
- 從地心竄出6 : 酷寒地獄（Valerie McKee〈Jamie-Lee Money 飾演〉）

#### 電視影集
- CSI犯罪現場：邁阿密 (第6季)－第2集。

## 腳註

## 外部連結
- 賢Production公式官網的聲優簡介 （页面存档备份，存于） （日語）